# 産経デジタル
株式会社産経デジタル（さんけいデジタル、英: Sankei Digital Inc.）は、東京都千代田区に本社を置く日本のインターネットメディア企業。コンピュータエンターテインメント協会正会員。
産経新聞社東京本社デジタルメディア局を前身とし、産経新聞グループに属する。産経新聞社、日本工業新聞社、チームラボビジネスディベロップメントが出資し、2005年に準備会社として設立。
産経ニュース、zakⅡ（＝旧夕刊フジ・zakzak）、サンスポ（旧SANSPO.COM）（＝サンケイスポーツ）、SankeiBiz、iza（イザ!）、Cyclist（2012年開始・2021年終了）、IGN JapanなどWebサイトの他、産経新聞・サンスポの有料電子版を運営する。

## 人物
- 阿部雅美（初代社長）
- 近藤哲司（社長：2009年-2015年6月、会長：2015年6月-在職中 ） - 現・産経新聞社代表取締役社長
- 鳥居洋介（社長、2015年6月[8]-2018年6月[9]） - 現・産経新聞社監査役
- 植野伸治（社長、2018年6月[9]-2019年6月[10]）
- 宇田川尊志（社長、2019年6月 -[10][11]2022年6月）
- 土井達士（社長、2022年6月 - 現職[12]）

## 事業

### 産経電子版
産経新聞、サンケイスポーツの有料電子版を国内のみならず全世界向けに販売する。紙版とのセット売りが行われている地域もある。

### iza
iza（イザ!）はニュース記事とブログ記事を連動させる「新聞2.0」を目指したウェブサイトとして、2006年6月2日にベータ版を開始した。
2014年3月末にブログサービスを終了した。

### 産経ニュース
産経ニュースは日本マイクロソフトと産経新聞グループが共同で運営した「MSN産経ニュース」を前身とする。 2014年10月1日、マイクロソフト社が「MSN産経ニュース」を終了し、複数紙の記事を配信するようになった。これに伴い、独立サイトとして「産経ニュース」が 同日にオープンした。なお、MSN産経ニュースの前身には、産経新聞が直接運営したウェブサイト「Sankei Web」がある。
Sankei Web時代（2007年まで）のドメイン名はsankei.co.jp、MSN産経ニュース（2007年から）はsankei.jp.msn.com、産経ニュース（2014年から）はsankei.com。

### 産経netshop
産経新聞紙版を宅配購読している世帯を主な対象とする総合通販。紙面広告とダイレクトメール、Webサイトにより営業する。フジサンケイグループ内では、DINOS CORPORATION（旧：ディノス・セシール）のディノスと競合する。

### zakⅡ
1996年8月に夕刊フジ公式サイトZAKZAKとして開設され、2025年3月3日にzakⅡ（ザクツー）としてリニューアルオープンしたエンタメニュースサイト。

### IGN Japan
北米発、世界最大級のゲーム・ エンタメ情報サイトIGN（アイジーエヌ）の日本語版ウェブサイト。
2016年4月8日にプレオープンし、同年9月1日に正式オープン。
編集部独自の視点で記事や動画、音声配信など、様々な方法でユーザーへ最新情報を届け、海外情報のみならず、日本オリジナルのコンテンツも制作・発信。公式YouTubeでは定期的にレギュラーコンテンツも配信している。
また、IGN Japanの編集部は、個々にイベントや番組、セミナーに出演したり、著書や雑誌の監修、寄稿も手掛けたりしており、さまざまなシーンで活躍している。

### HYPER REAL（ハイパーリアル）
「日本・アジア産の個性的なインディー作品を中心に、ゲームを通して現実を盛り上げる作品を世界へ」をテーマに、2023年7月に設立したゲームレーベル。ゲームを音楽、映画のようなアートやカルチャーとして再解釈する新たなブランドを目指すとし、同年7月14日～16日に開催されたインディゲームフェスBitSummitにブース出展。
取り扱いタイトルは、2023年9月時点で『34EVERLAST』、『青十字病院 東京都支部 怪異解剖部署』　、『Dome-King Cabbage』、『SAEKO: Giantess Dating Sim』の4タイトル。同年9月開催の東京ゲームショウ2023にブース出展。